# Afro Samurai
Afro Samurai (アフロサムライ?, Afuro Samurai), scritto anche come AFRO SAMURAI, è un manga seinen dōjinshi scritto e disegnato da Takashi Okazaki, serializzato a cadenza irregolare sulla rivista per manga dōjinshi Nou Nou Hau da novembre 1998 a settembre 2002. Ispirata dall'amore di Okazaki per la musica soul e hip hop e per i media americani, le vicende della serie ruotano intorno alla vita di Afro Samurai, il quale assiste impotente da bambino all'uccisione del padre Rokutaro — possessore della fascia chiamata Numero 1 — da parte del pistolero Justice, possessore della fascia Numero 2. Una volta cresciuto, Afro parte per un viaggio alla ricerca di Justice, in modo da poterlo uccidere e vendicare la scomparsa del proprio padre.
Una miniserie televisiva anime da 5 episodi, ispirata al manga originale e prodotta dallo studio Gonzo, è stata trasmessa nel 2007 su Fuji TV e Paramount Network. Un film anime per la televisione, intitolato Afro Samurai: Resurrection e prodotto sempre dallo studio Gonzo, è stato trasmesso nel 2009 su Fuji TV e Paramount Network, guadagnandosi in seguito due nomination agli Emmy. In seguito alla distribuzione sul mercato dell'anime, il fumetto originale di Okazaki è stato riproposto in una versione da due volumi. Quest'ultima versione del manga è stata pubblicata in Italia da Panini Comics tramite la propria divisione Planet Manga nel 2009.
Inoltre, Afro Samurai ha ricevuto un videogioco e un cameo in un film live-action. Riguardo l'anime, due album contenenti la colonna sonora composta da RZA dei Wu-Tang Clan sono stati pubblicati in Giappone.

## Trama

Il protagonista, Afro

In un Giappone futuristico con in vigore ancora il sistema feudale, si dice che colui che brandirà la fascia chiamata Numero 1 sarà il combattente più fiero al mondo e avrà tra le sue mani un potere al pari di quello degli dei. Il solo modo per ottenere tale fascia è quello di sfidare il possessore attuale in un combattimento. Tuttavia, soltanto chi possiede la fascia Numero 2 può permettersi di sfidare il possessore della Numero 1, mentre chiunque può fronteggiare chi tiene con sé la Numero 2, condannandolo ad affrontare continue lotte. Tra le montagne, il combattente Justice, detentore della fascia Numero 2, duella con il possessore della Numero 1, Rokutaro, il quale rimane decapitato durante la lotta prima che l'avversario entri in possesso della sua fascia. Afro, figlio di Rokutaro, è testimone del combattimento e giura vendetta contro Justice, che gli dice di cercarlo solo quando sarà "pronto per fronteggiare un dio".
Diversi anni dopo, Afro è divenuto il possessore della Numero 2, nonché un esperto spadaccino che viaggia per i monti Shumi in cerca di Justice, in compagnia di un misterioso individuo dalla parlantina estenuante di nome Ninja-Ninja. Lungo il proprio cammino, Afro affronta diversi nemici incluso il "Clan dei sette vuoti", i cui membri sono determinati ad ottenere la fascia Numero 1 per i loro  scopi. Durante una battaglia, però, Afro rimane ferito, ma si salva per miracolo e viene soccorso da una donna di nome Okiku. La donna si dimostra interessata al samurai, e nonostante egli tenti di resistere, finirà per cedere e passare una notte di passione con lei. La ragazza però si rivela essere sia un membro dei Sette che una vecchia conoscenza di Afro, ma verrà uccisa dai suoi stessi alleati per aver aiutato il samurai a scampare da un'imboscata. Dopo parecchio tempo, Afro arriva ai monti Shumi e al quartier generale dei Sette, dove affronta e uccide loro e i loro svariati agenti, robot e assassini, incluso l'Afro Droid, creato a sua immagine e somiglianza e con le sue stesse abilità. Si batte inoltre contro il vendicativo amico d'infanzia Jinno.
Un flashback narrativo rivela successivamente che l'insegnante samurai con il quale Afro si era allenato da piccolo per diventare spadaccino, noto come Maestro della spada, indossò la fascia Numero 2, sino al momento in cui incontrò e si confrontò con il protagonista. Entrambi vennero attaccati e uccisi, lasciando Afro, Jinno, Otsuru (Okiku) e il loro maestro vivi. Nel momento in cui Afro uccise il loro maestro e reclamò il possesso della fascia Numero 2, Jinno gli giurò vendetta, ma a causa delle ferite scivolò da una scogliera e scompare. Poco dopo, vediamo come i Sette recuperarono Otsuru e Jinno in fin di vita e con il corpo martoriato, decidendo, tramite il loro scienziato, di trasformare Jinno in un cyborg con una maschera a forma di orsacchiotto (come quello della sorella) e di metterlo in cima al monte per aspettare il suo ex amico. La narrazione torna al presente e Jinno affronta Afro, dimostrandosi abile quanto lui, ma nella lotta egli uccide Ninja-Ninja, che si scopre essere l'amico immaginario di Afro.
Quest'ultimo riesce a fermare l'avversario e sconfiggerlo, senza però ucciderlo, essendo ancora legato al suo amico. Afro entra quindi nel tempio del Numero 1 e scopre l'esistenza di altre fasce, la cui classificazione è del tutto sconosciuta, e nota che i corpi di coloro che hanno posseduto tali fasce vengono colpiti. Giunge quindi sulla scena Justice, che racconta al protagonista la verità: la fascia Numero 1, benché doni un grande potere, deve essere combinata con le altre (compresa la Numero 2) per donare il potere degli dei. Detto ciò affronta in duello Afro, e il combattimento tra i due è lungo e difficile per entrambe le parti (Justice è invecchiato e Afro è rimasto gravemente ferito nello scontro con Jinno), ma alla fine il vecchio pistolero viene sconfitto. Afro ottiene così la Numero 1, prima che tutte le fasce scompaiano nel nulla, e fa poi ritorno tra le montagne per confrontarsi con Jinno, il quale indossa ogni tipo di fascia per poter soddisfare la propria vendetta.

## Produzione
Takashi Okazaki ha iniziato a disegnare personaggi afroamericani su oggetti come le scatole dei Kleenex quando era un adolescente, ispirato dalla sua passione per la musica hip hop e soul. Ha inserito inoltre nei suoi disegni idee tipiche dei media americani e la loro raffigurazione della cultura giapponese. Successivamente, Takashi ha iniziato a inserire nei suoi lavori elementi inerenti ai samurai, sviluppando così gradualmente l'aspetto grafico di Afro, il quale è ispirato al samurai nero Yasuke vissuto durante il periodo Sengoku in Giappone. Okazaki ha iniziato a scrivere il dōjinshi originale, poi intitolato Afro Samurai!, quando lui e i suoi amici hanno iniziato la pubblicazione indipendente della rivista artistica Nou Nou Hau. Il "numero 0" preparatorio di Nou Nou Hau è stato pubblicato nel novembre 1998 con Afro Samurai presente in copertina. Takashi Okazaki ha scritto l'intero manga seguendo la lettura occidentale, con elementi provenienti sia dai fumetti giapponesi che da quelli inglesi. Nell'ultima pagina del suo manga, inoltre, l'autore usa Afro Samurai per una pubblicità che promuoveva cibo per gatti. In occasione dell'uscita dell'adattamento animato, Okazaki ha rivisto il manga dōjinshi, introducendo molte migliorie grafiche. Presso la Japan Society dal 13 marzo al 14 giugno 2009, l'immagine del dōjinshi Afro Samurai presente in copertina sul numero 0 di Nou Nou Hau è stata presentata all'esposizione KRAZY!: The Delirious World of Anime + Manga + Video Games.

## Media

### Manga
Scritto e illustrato da Takashi Okazaki, Afro Samurai è stato originariamente pubblicato nella rivista autofinanziata Nou Nou Hau, dedita alla pubblicazione di manga dōjinshi. Comparsa per la prima volta sul numero 0 del periodico, la versione dōjinshi è stata pubblicata per la prima volta tra novembre 1998 e settembre 2002. In seguito all'uscita dell'anime, Takashi Okazaki ha revisionato l'intero progetto, sviluppando una nuova versione. Nonostante la nuova versione del manga sia stata fatta in Giappone, la prima edizione è stata edita da Seven Seas Entertainment e Tor Books negli Stati Uniti per due volumi tankōbon. Come supplemento speciale, alcuni estratti in miniatura del manga dōjinshi sono stati mostrati alla fine del primo volume. Un'edizione in lingua inglese del manga è stata pubblicata da Tor Books e Seven Seas, sotto l'etichetta Tor/Seven Seas. In Italia i due volumi sono stati pubblicati da Panini Comics attraverso la propria divisione Planet Manga tra il 12 aprile e il 6 settembre 2009. Il manga è stato pubblicato successivamente anche in patria in un unico volume il 18 dicembre 2009, anche in edizione limitata con tutti i capitoli della versione originale dōjinshi, inclusi in un volume dedicato.
| Nº | Data di prima pubblicazione | Data di prima pubblicazione | Data di prima pubblicazione |
| Nº | Stati Uniti                 | Stati Uniti                 | Italiano                    |
| -- | --------------------------- | --------------------------- | --------------------------- |
| 1  | 2 settembre 2008            | ISBN 978-0-7653-2123-7      | 12 aprile 2009              |
| 2  | 3 febbraio 2009             | ISBN 978-0-7653-2239-5      | 6 settembre 2009            |

### Anime
L'anime è stato prodotto dallo studio giapponese Gonzo in collaborazione con Samuel L. Jackson e l'autore Takashi Okazaki, e si compone di cinque episodi per Paramount Network di 2007. La colonna sonora è stata affidata a RZA del Wu-Tang Clan.

### Film
Un film basato sull'anime, Afro Samurai: Resurrection, è andato in onda per Paramount Network nel 2009. La colonna sonora è stata affidata a RZA del Wu-Tang Clan.

### Videogioco
Il 27 gennaio 2009 è stato pubblicato un videogioco 3D dedicato ad Afro Samurai, sviluppato da Namco Bandai per PlayStation 3 e Xbox 360. Si tratta di un videogioco d'azione in cui bisogna attraversare otto livelli nei panni del protagonista Afro, facendo uso della katana come arma per uccidere i nemici che gli si pareranno contro, sfruttando sequenze di combo micidiali ed altre abilità fuori dall'ordinario come rallentare il tempo oppure utilizzare la spada per deviare i proiettili. Un sequel, intitolato Afro Samurai 2: Revenge of Kuma, sviluppato da Versus Evil, e pubblicato da Redacted Studios, è uscito nel settembre 2015 per Microsoft Windows e PlayStation 4. Essendo un titolo solo digitale, è stato rimosso da tutti i negozi (e anche dagli account di chi l'aveva acquistato, che in seguito hanno ottenuto comunque un rimborso completo) a causa della ricezione negativa del gioco. Anche la versione Xbox One non è mai stata pubblicata.